# Dirkalno kolo
Dirkalno kolo ali muslauf  je kolo, posebej namenjeno za dirkališčno kolesarstvo na velodromu. Dirkalno kolo nima prestav in zavor, temveč ima stalno razmerje med sprednjim pedalnim prenosom ter prenosom na zadnje kolo, poleg tega nima »prostega teka«, kar ga loči od cestnega kolesa. Plašči in kotači so ozki, in ker je proga na velodromu zelo uravnana, so zračnice napihnjene mnogo bolj kot pri cestnem kolesu (pri cestnem »zgolj« do 7, 8 barov), tako da se upor v obliki trenja zniža do najmanjše možne stopnje.